# Declieuxia tenuiflora
Declieuxia tenuiflora là một loài thực vật có hoa trong họ Thiến thảo. Loài này được (Willd. ex Roem. & Schult.) Steyerm. & J.H.Kirkbr. mô tả khoa học đầu tiên năm 1972.